# Medaglia della Croce Rossa (Prussia)
La medaglia della Croce Rossa di Prussia fu una medaglia concessa nell'ambito del Regno di Prussia e in maniera più allargata in tutto l'Impero di Germania.

## Storia
La medaglia venne concessa con decreto del 1º ottobre 1898 dall'imperatore Guglielmo II di Germania con l'intento di ricompensare coloro che, in pace o in guerra, avessero aiutato i sofferenti e i poveri, oltre a ricompensare quanti si fossero distinti al servizio della Croce Rossa internazionale.
L'ordine era suddiviso in tre classi:
- medaglia di I classe (oro)
- medaglia di II classe (argento)
- medaglia di III classe (bronzo)

## Medaglia
L'insegna della medaglia consisteva in una croce greca incisa che al termine di ciascun braccio riporta la corona reale in argento.
Sulle braccia della corona, in quelle orizzontali si trovano le lettere "W R" ("Wilhelmus Rex") e su quelle verticali "A V" ("Augusta Victoria", iniziali dell'Imperatrice consorte Augusta Vittoria, appunto). Sul retro, tra una corona d'alloro, si trova la scritta "FVER VERDIENSTE VM DAS ROTHE KREUZ".
Il nastro era rosso con una striscia bianca e una nera su ciascun lato.